# 卡捷里尼夫卡 (杜納伊夫齊區)
48°51′4″N 27°3′16″E / 48.85111°N 27.05444°E
卡捷里尼夫卡（烏克蘭語：Катеринівка）是位於烏克蘭西部赫梅利尼茨基州裏卡緬涅茨-波多利斯基區的杜納伊夫齊市鎮的村莊，面積1.42平方公里，海拔高度267米，2001年人口201，人口密度每平方公里141.4人。